# Vriesea ensiformis
Vriesea ensiformis là một loài thuộc chi Vriesea. Đây là loài đặc hữu của Brasil.

## Hình ảnh

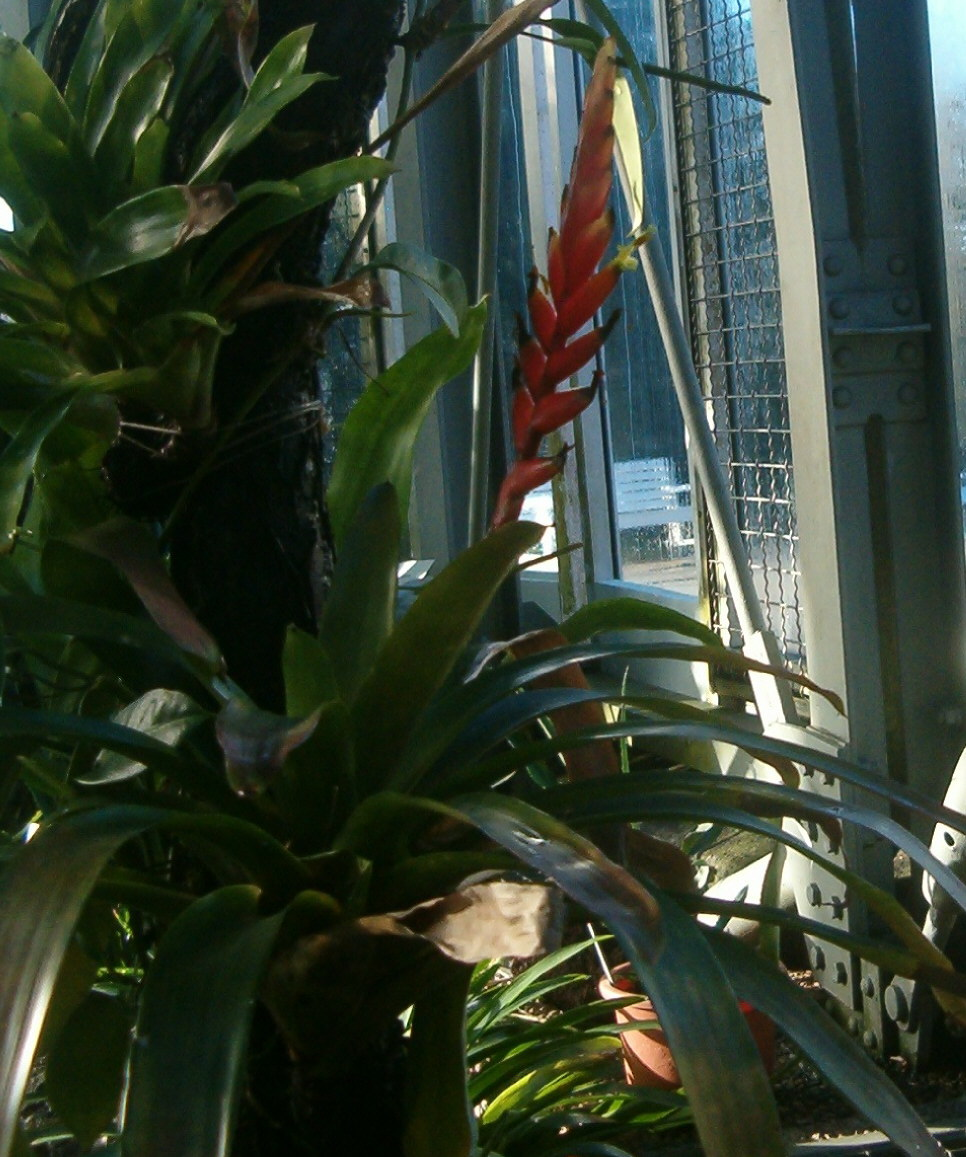
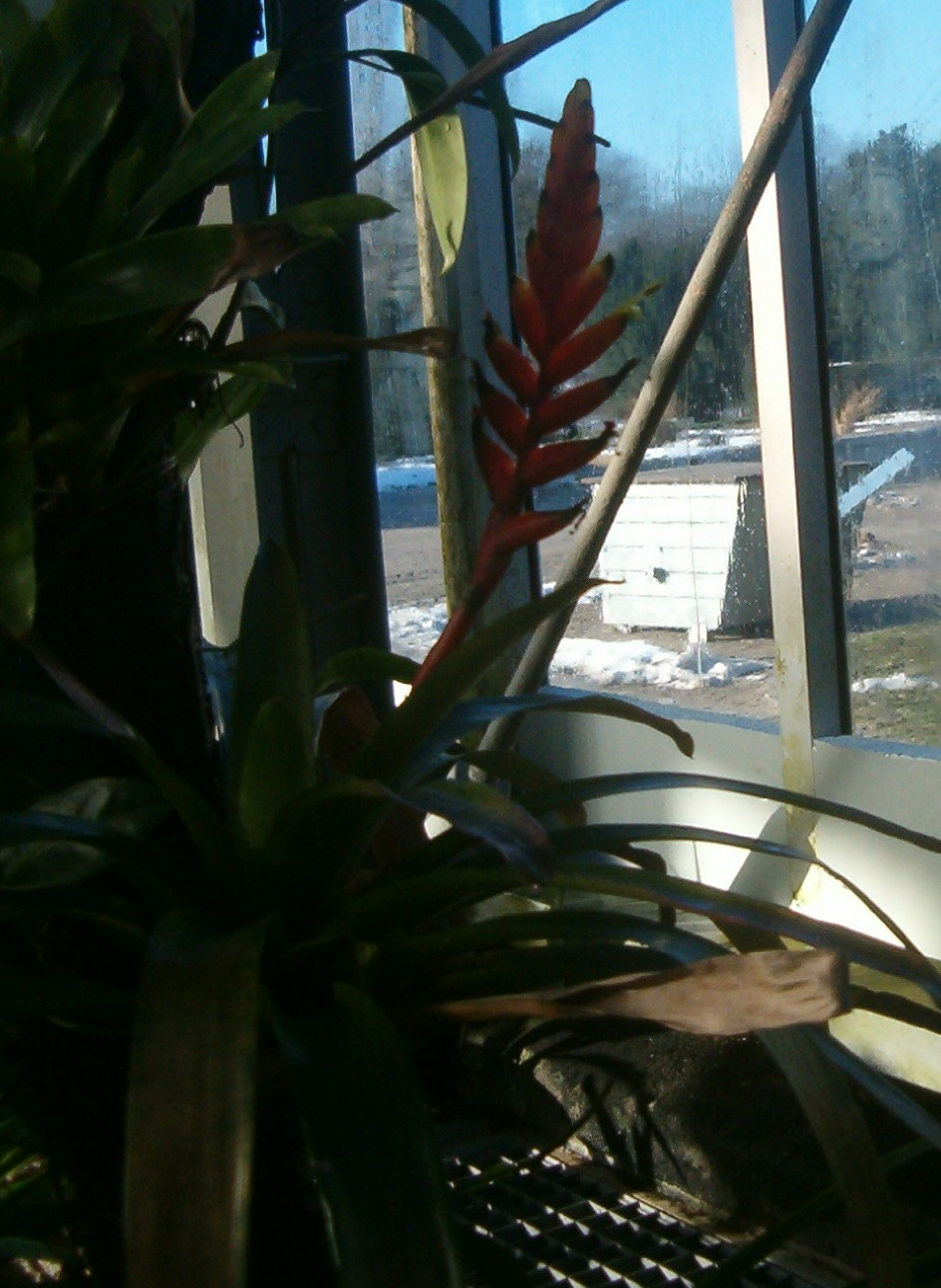
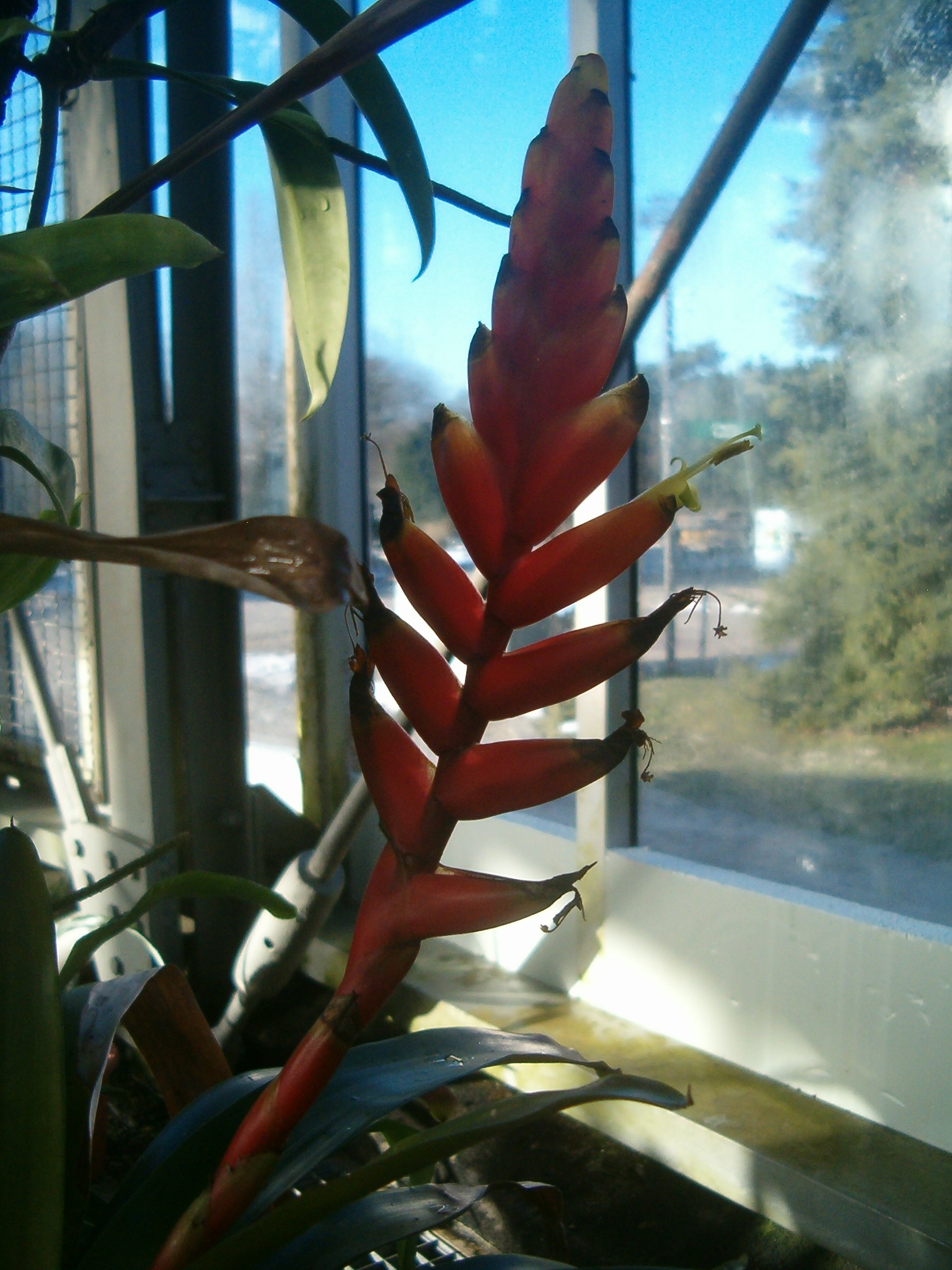
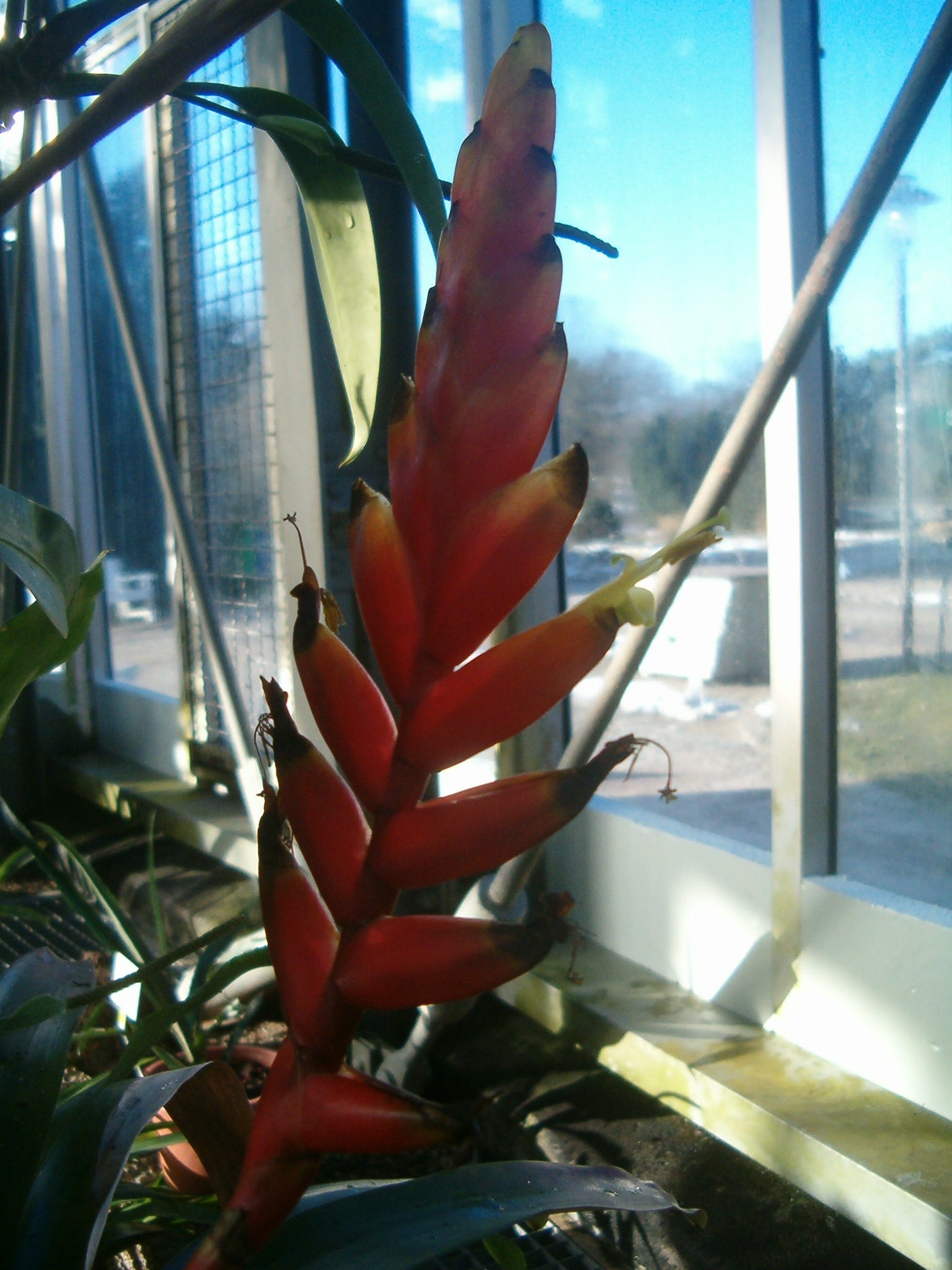

## Giống
- Vriesea 'Aurora Major'
- Vriesea 'Aurora Minor'
- Vriesea 'Copper Penny'
- Vriesea 'Davis(ii)'
- Vriesea 'Derek's Dilemma'
- Vriesea 'Favorite'
- Vriesea 'Furcata'
- Vriesea 'Karamea Bronze Queen'
- Vriesea 'Lav (Lavender)'
- Vriesea 'Perfidia'
- Vriesea 'Po Boy'
- Vriesea 'Ralph Davis'
- Vriesea 'RaRu'
- Vriesea 'Ruby Lee'
- Vriesea 'Son of Yellow Tail'
- Vriesea 'Vista Charm'
- Vriesea 'Warmingii Minor'
- Vriesea 'Witte Senior'
- xGuzvriesea 'Star Fire'
- xVriecantarea 'Inferno'
- xVrieslandsia 'Fire Magic'
- xVrieslandsia 'Red Beacon'